# Епархия Леона (Никарагуа)

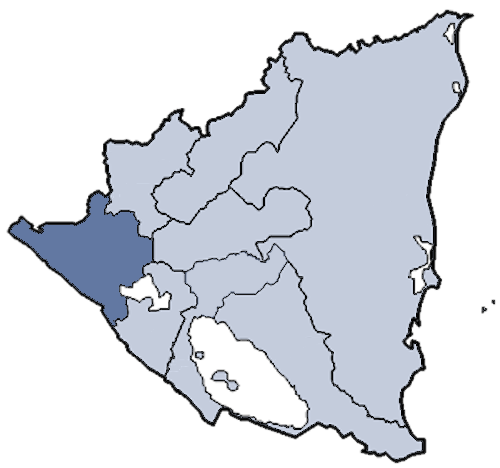
Карта епархии Леона

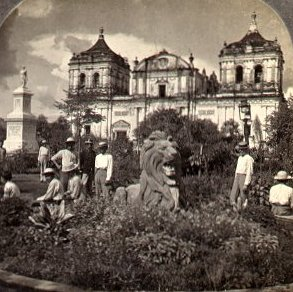
Собор Успения Пресвятой Девы Марии, 1905 г.

Епархия Леона (лат. Dioecesis Leonensis in Nicaragua) — епархия Римско-Католической церкви с центром в городе Леон, Никарагуа. Епархия Леона распространяет свою юрисдикцию на департаменты Чинандега и Леон. Епархия Леона входит в митрополию Манагуа. Кафедральным собором епархии Леона является церковь Успения Пресвятой Девы Марии.

## История
3 ноября 1534 года Римский папа Климент VII издал буллу Equum reputamus, которой учредил епархия Леона, выделив её из епархии Панамы (сегодня — Архиепархия Панамы). В этот же день епархия Леона вошла в митрополию Севильи.
11 февраля 1547 года епархия Леона вошла в митрополию Лимы, в которой она была до 16 декабря 1743 года, когда вошла в митрополию Гватемалы.
28 февраля 1850 года епархия Леона передала часть своей территории для возведения новой епархии Сан-Хосе (сегодня — Сан-Хосе).
2 декабря 1913 года епархия Леона передала часть своей территории для возведения епархий Гранады, апостольскому виакариату Блуфилдса. В этот же день была образована архиепархия Манагуа, суффраганной епархий которой стала епархия Леона.
17 декабря 1962 года епархия Леона передала часть своей территории для новой епархии Эстели.

## Ординарии епархии
- епископ Диего Альварес Осорио[исп.] (20.04.1531 — май 1536);
- епископ Francisco de Mendavia (3.08.1537 — 6.10.1540);
- епископ Antonio de Valdivieso (29.02.1544 — 26.02.1549);
- епископ Fernando González de Bariodero (18.12.1555 — ?);
- епископ Lázaro Carrasco (1556 — 20.11.1562);
- епископ Луис де ла Фуэнте (4.10.1564 — декабрь 1566);
- епископ Pedro Gómez (Fernández) de Córdoba (2.06.1568 — 18.06.1574) — назначен епископом Гватемалы;
- епископ Antonio de Zayas (19.01.1575 — 8.03.1582);
- епископ Domingo de Ulloa (4.02.1585 — 9.12.1591) — назначен епископом Попаяна;
- епископ Jerónimo de Escobar (27.07.1592 — 19.03.1593);
- епископ Alfonso de la Mota y Escobar (31.03.1594 — 1595);
- епископ Juan Antonio Díaz de Salcedo (28.07.1597 — 1603);
- епископ Pedro de Villarreal (22.10.1603 — 1619);
- епископ Benito Rodríguez de Valtodano (Baltodano) (27.08.1620 — 1629);
- епископ Agustín de Hinojosa y Montalvo (22.03.1630 — 5.07.1631);
- епископ Juan Barahona Zapata del Águila (3.12.1631 — 19.11.1632);
- епископ Fernando Núñez Sagredo (14.03.1633 — 31.05.1639);
- епископ Alonso de Briceño (14.11.1644 — 15.09.1653);
- епископ Tomás Manso (20.11.1658 — 1659);
- епископ Juan de la Torre (26.03.1662 — ?);
- епископ Alfonso Bravo de Laguna (июль 1664 — 9.06.1674);
- епископ Andrés de las Navas y Quevedo (13.12.1677 — 15.06.1682) — назначен епископом Гватемалы;
- епископ Juan de Rojas y Asúa (1.06.1682 — 25.11.1685);
- епископ Nicolás Delgado (3.07.1687 — 25.11.1698);
- епископ Diego Morcillo Rubio de Suñón de Robledo (21.11.1701 — 14.05.1708) — назначен епископом епархии Ла-Паса;
- епископ Juan Benito Garret y Arlovi (28.06.1708 — 7.10.1716);
- епископ Andrés Quiles Galindo (9.02.1718 — 2.07.1719);
- епископ José Xirón de Alvarado (5.09.1721 — 21.06.1724);
- епископ Francisco Dionisio de Villavicencio (1726 — 25.12.1735);
- епископ Domingo Antonio de Zatarain (27.11.1736 — 6.02.1741);
- епископ Isidoro Marín Bullón y Figueroa (2.12.1743 — 19.07.1748);
- епископ Pedro Agustín Morell de Santa Cruz y Lora (20.10.1749 — 30.03.1753) — назначен епископом Сантьяго-де-Кубы;
- епископ José Antonio Flores de Rivera (23.07.1753 — 21.06.1756);
- епископ Mateo de Navia Bolaños y Moscoso (26.09.1757 — 2.02.1762);
- епископ Juan Carlos de Vilches y Cabrera (31.10.1763 — 14.04.1774);
- епископ Esteban Lorenzo de Tristán y Esmenota (11.09.1775 — 15.12.1783) — назначен епископом епархии Дуранго;
- епископ Juan Félix de Villegas (14.02.1785 — 23.09.1793) — назначен архиепископом Гватемалы;
- епископ Juan Cruz Ruiz de Cabañas y Crespo (12.09.1794 — 18.12.1795) — назначен епископом епархии Гвадалахары;
- епископ José Antonio de la Huerta Caso (24.07.1797 — 25.05.1803);
- епископ Felipe Antonio (Juan José) Pérez del Notario (26.08.1803 — 15.05.1806);
- епископ Nicolás García Jérez (17.11.1806 — 31.07.1825);
- епископ Хорхе де Витери-и-Унго (5.11.1849 — 25.07.1853);
- епископ José Bernardo Piñol y Aycinena (30.11.1854 — 20.09.1867) — назначен архиепископом Гватемалы;
- епископ Manuel Ulloa y Calvo (20.09.1867 — 27.08.1879);
- епископ Francisco Ulloa y Larios (19.10.1880 — 7.07.1896);
- епископ Simeón Pereira y Castellón (30.07.1902 — 29.01.1921);
- епископ Agustín Nicolás Tijerino y Loáisiga (21.12.1921 — 28.03.1945);
- епископ Isidro Augusto Oviedo y Reyes (17.11.1946 — 17.05.1969);
- епископ Manuel Salazar y Espinoza (30.01.1973 — 19.12.1981);
- епископ Julián Luis Barni Spotti (18.06.1982 — 1991);
- епископ César Bosco Vivas Robelo (2.04.1991 — по настоящее время).

## Источник
- Annuario Pontificio, Libreria Editrice Vaticana, Città del Vaticano, 2003, ISBN 88-209-7422-3